# Atacama Pathfinder Experiment
Atacama Pathfinder Experiment (APEX) — радіотелескоп розташований на висоті 5100 метрів на рівнем моря, в обсерваторії на плато Чайтанор (Llano de Chajnantor), у пустелі Атакама, на півночі Чилі, за 50 кілометрів на схід від Сан-Педро-де-Атакама. Головне дзеркало телескопа має діаметр 12 метрів і складається з 264 алюмінієвих панелей. Телескоп офіційно відкрили  25 вересня 2005 року.
Телескоп APEX є модифікованим прототипом антени ALMA (Велика міліметрова антена Атакама) і розташований на місці майбутньої обсерваторії ALMA. Він зможе виявити чимало об'єктів, які згодом ALMA буде вивчати детальніше. APEX розроблений для роботи на субміліметрових хвилях, довжиною від 0,2 до 1,5 міліметра — між інфрачервоними та радіо хвилями. Субміліметрова астрономія дає можливість досліджувати пил у холодному й далекому Всесвіті, однак слабкі сигнали з космосу в субміліметровому діапазоні сильно поглинаються водяною парою, що наявна в земній атмосфері. Плато Чайнатор є одним з найсухіших регіонів планети. Окрім того воно розташоване на більшій висоті, ніж аналогічні телескопи (Дуже Великий Телескоп на обсерваторії Серро Паранал, обсерваторії Мауна-Кеа тощо), тому є ідеальним місцем для розташування такого телескопа.